# ナミビアの在外公館の一覧

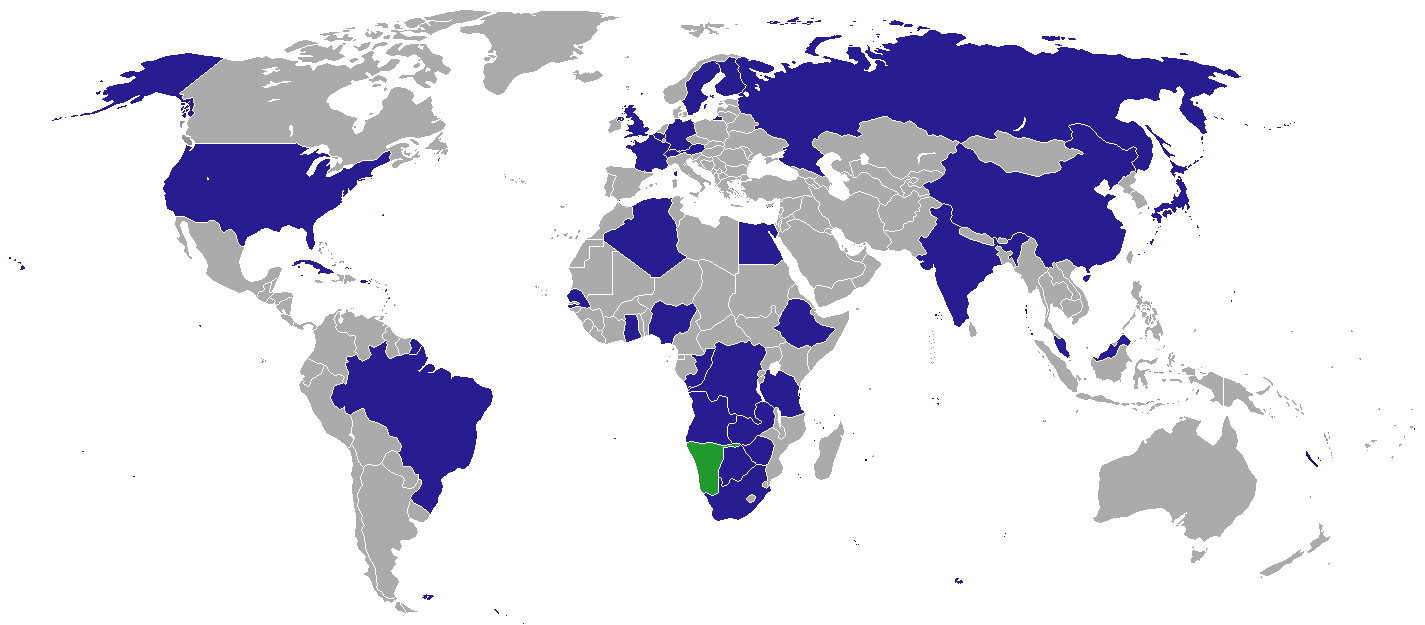
ナミビアの在外公館が設置されている国

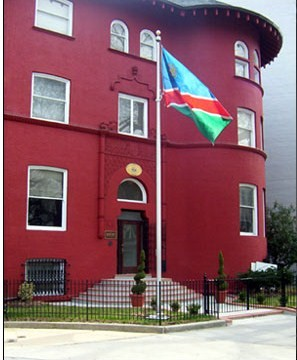
在アメリカ合衆国大使館

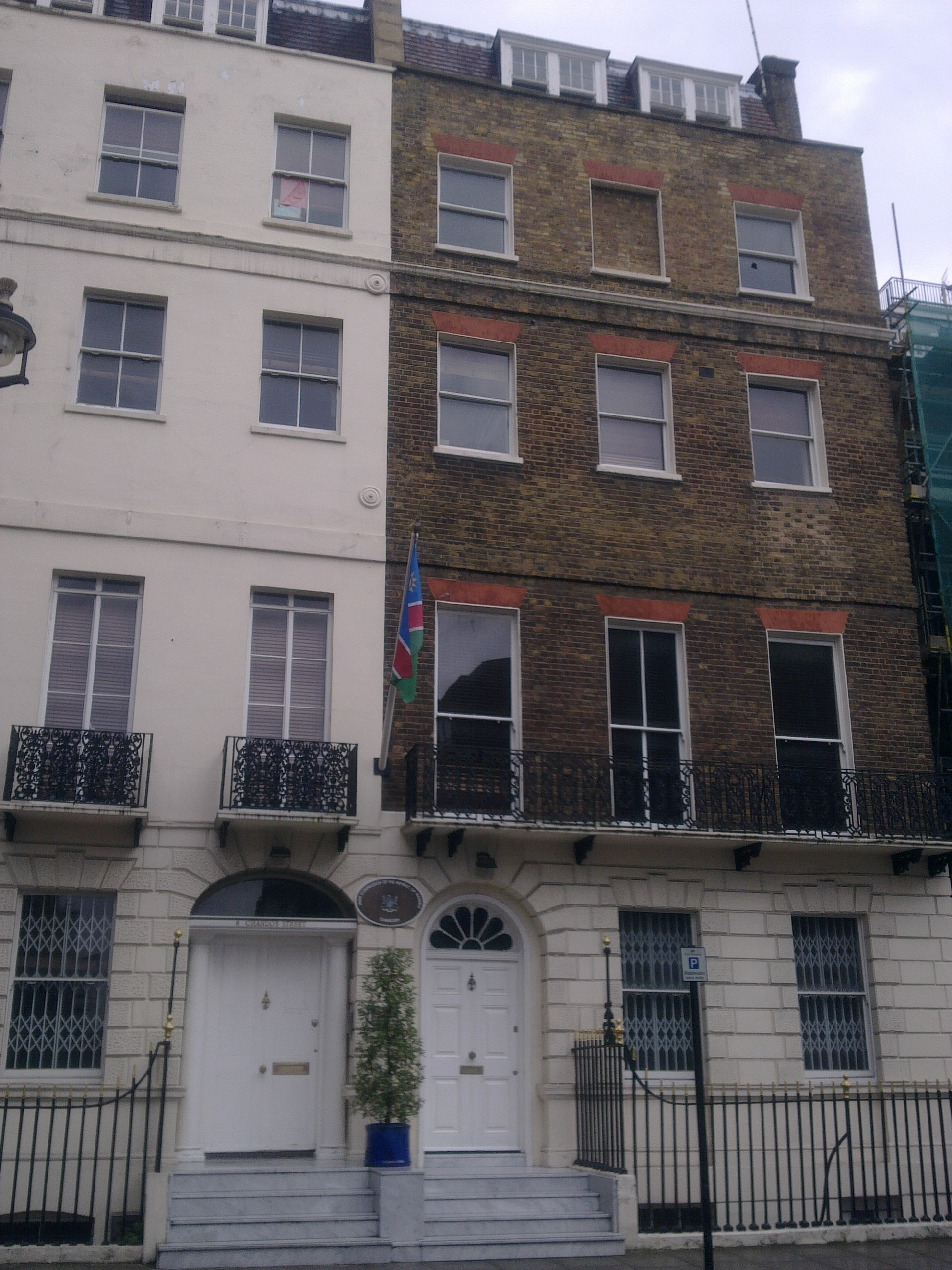
在英国高等弁務官事務所

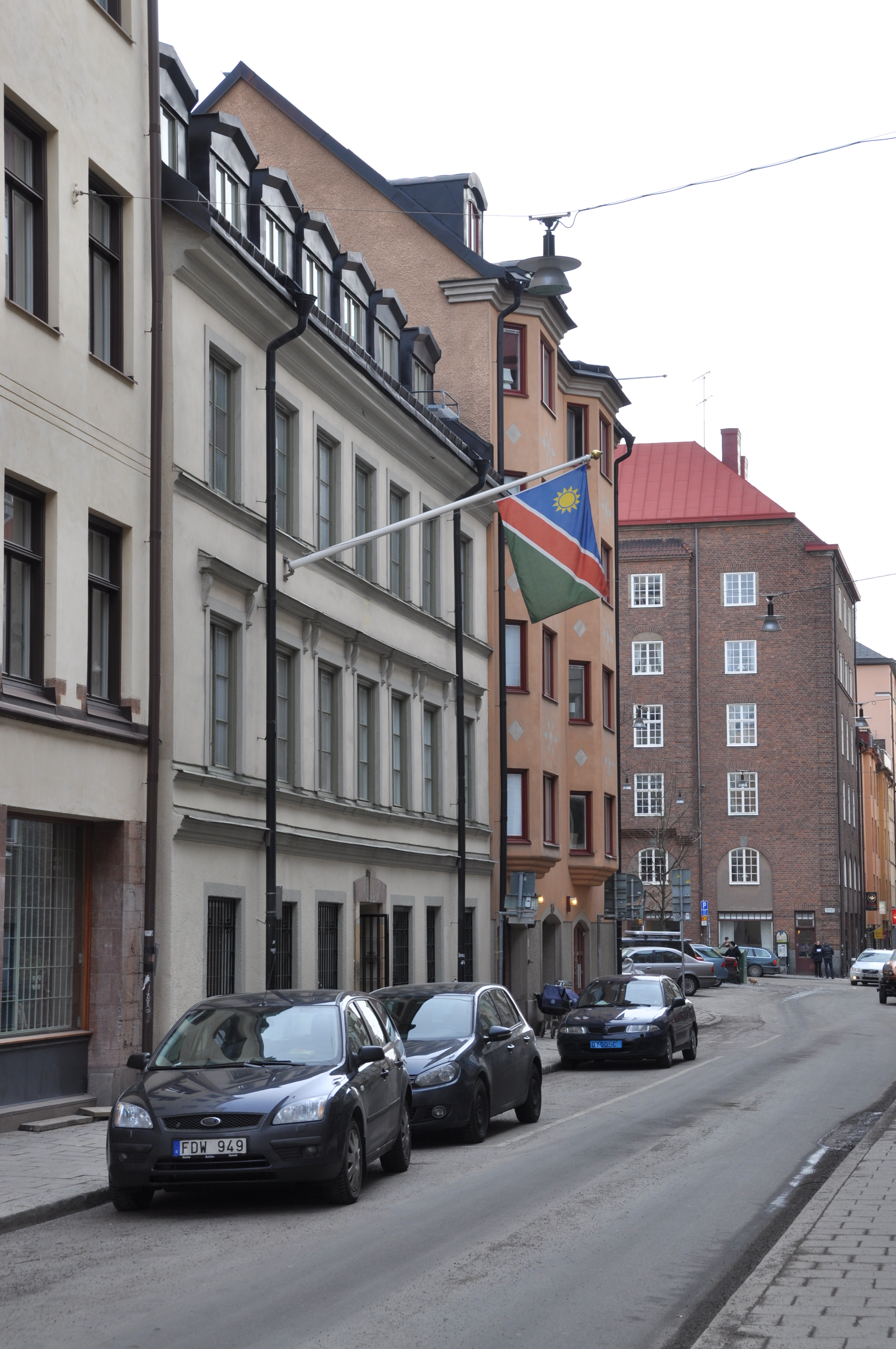
在スウェーデン大使館

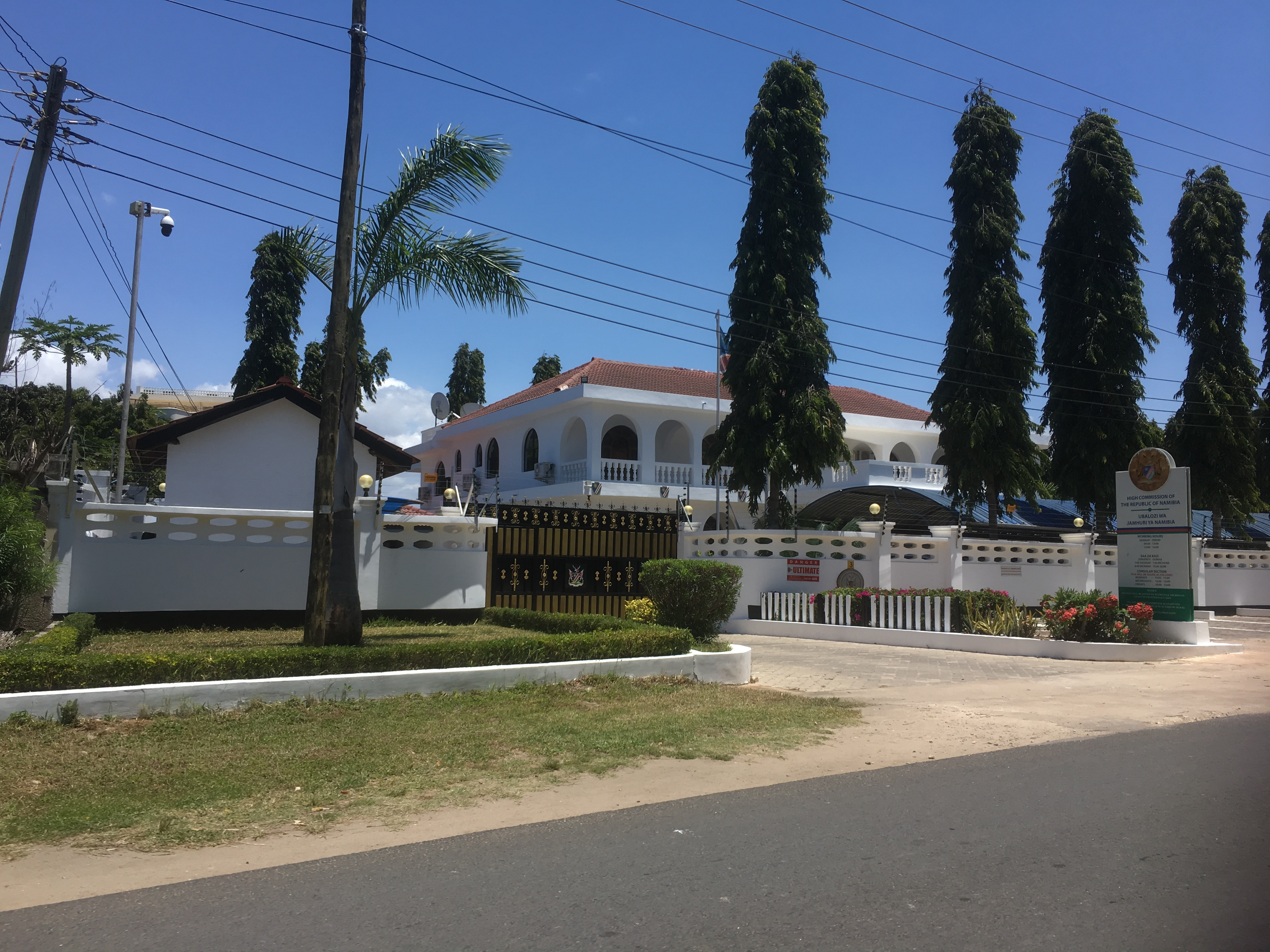
在タンザニア高等弁務官事務所

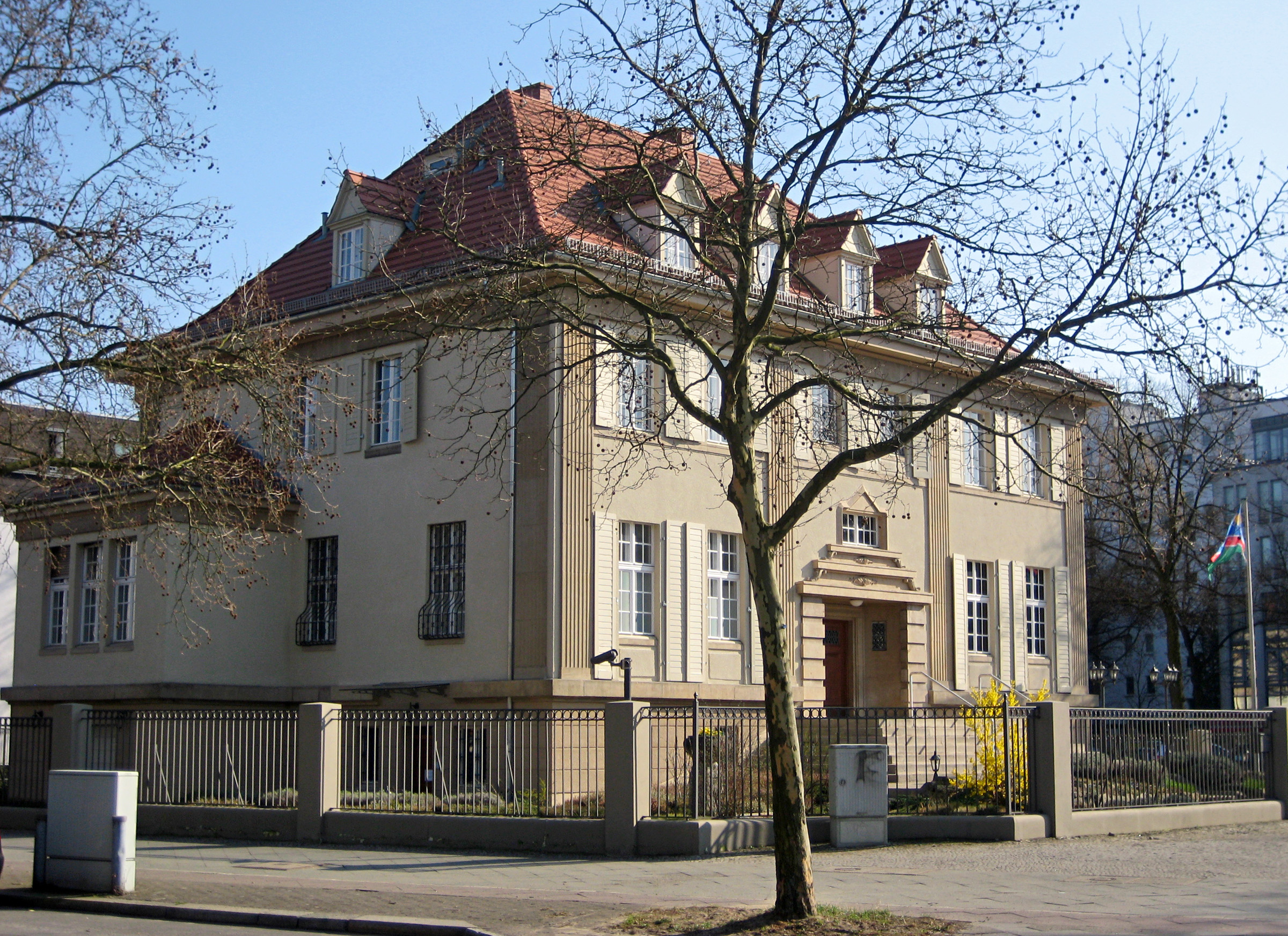
在ドイツ大使館

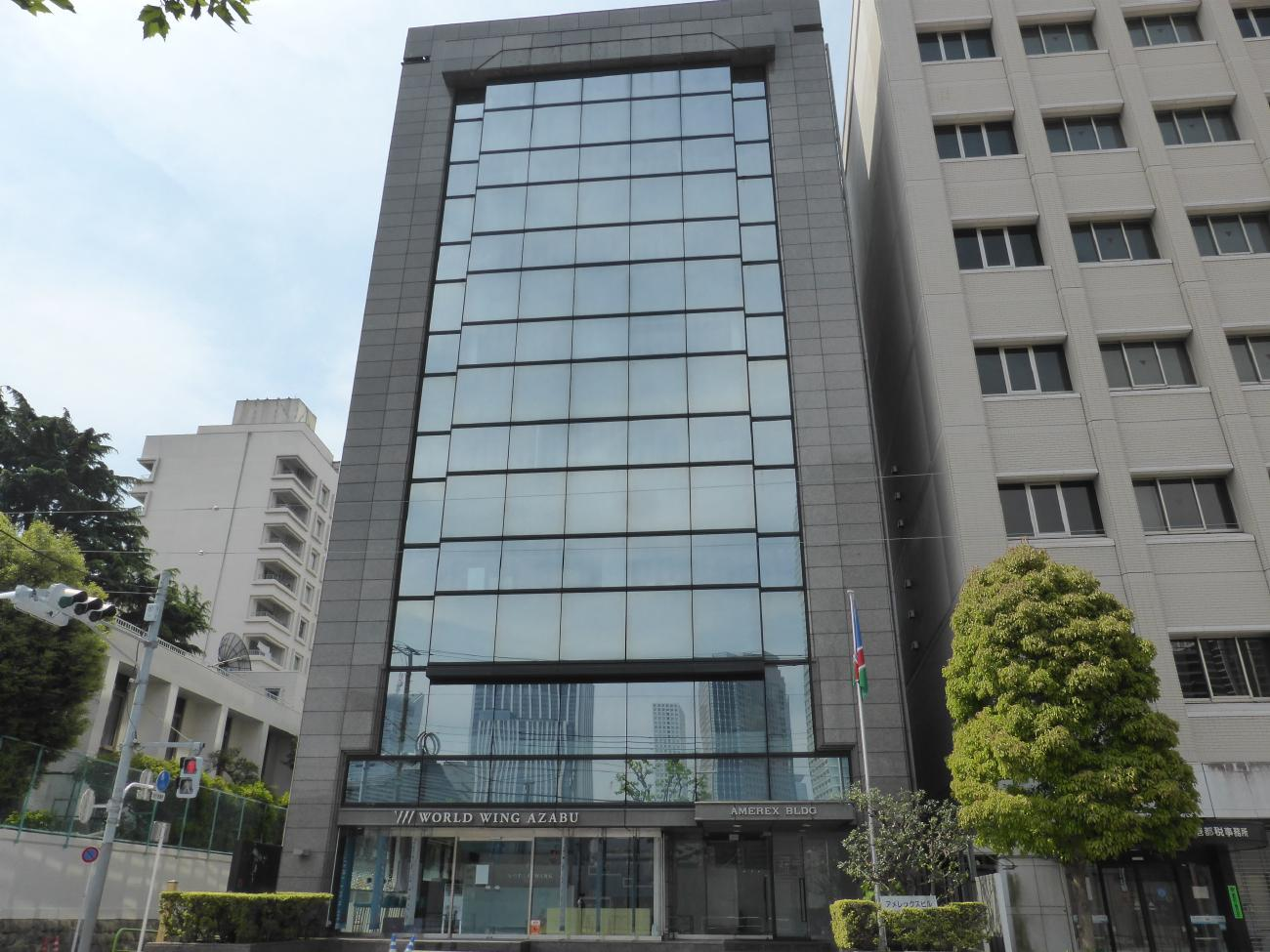
駐日大使館

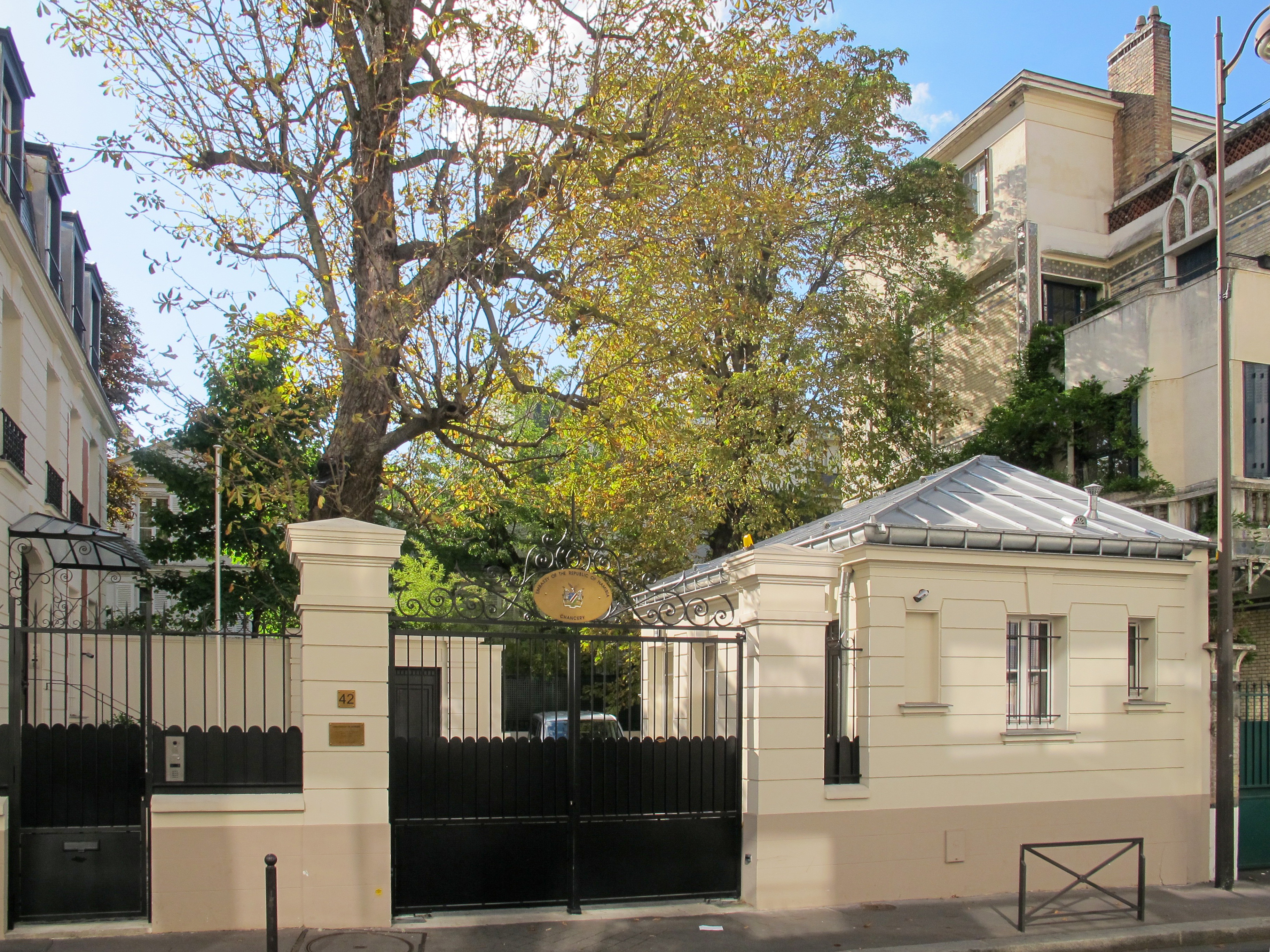
在フランス大使館

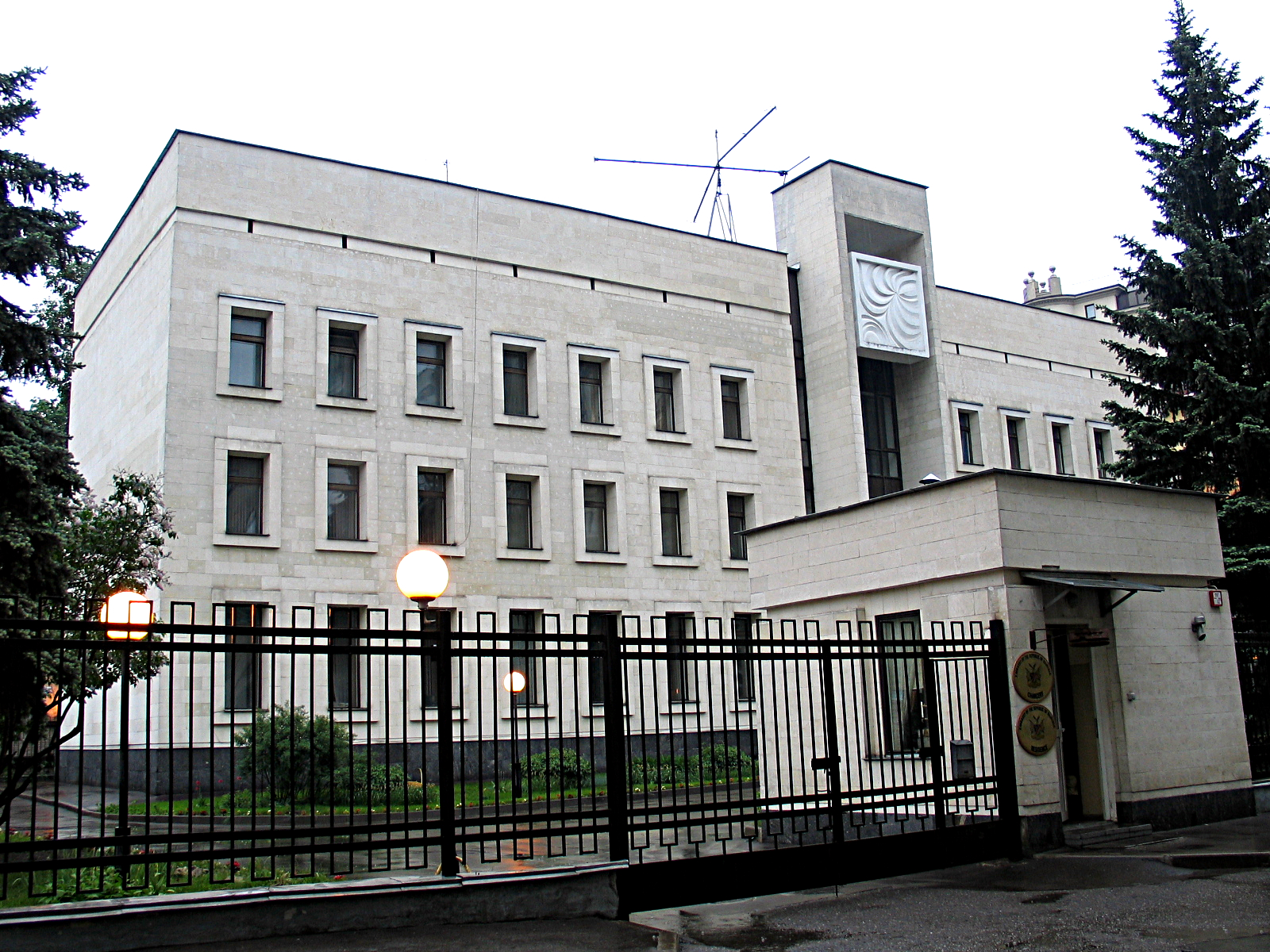
在ロシア大使館

ナミビアの在外公館の一覧では、ナミビア共和国が派遣している在外公館（外交使節団）を挙げる。

## アジア
- インド
  - 在インド高等弁務官事務所(ニューデリー)
- 中国
  - 在中華人民共和国大使館 (北京)
- 日本
  - 在日本大使館 (東京)
- マレーシア
  - 在マレーシア高等弁務官事務所 (クアラルンプール)

## ヨーロッパ
- イギリス
  - 在英国高等弁務官事務所 (ロンドン)
- オーストリア
  - 在オーストリア大使館 (ウィーン)
- スウェーデン
  - 在スウェーデン大使館 (ストックホルム)
- ドイツ
  - 在ドイツ大使館 (ベルリン)
- フランス
  - 在フランス大使館 (パリ)
- ベルギー
  - 在ベルギー大使館 (ブリュッセル)
- ロシア
  - 在ロシア大使館 (モスクワ)

## 北米
- アメリカ合衆国
  - 在アメリカ合衆国大使館 (ワシントンD.C.)
- キューバ
  - 在キューバ大使館 (ハバナ)

## 南米
- ブラジル
  - 在ブラジル大使館 (ブラジリア)

## アフリカ
- アンゴラ
  - 在アンゴラ大使館 (ルアンダ)
- エジプト
  - 在エジプト大使館 (カイロ)
- エチオピア
  - 在エチオピア大使館 (アディスアベバ)
- コンゴ民主共和国
  - 在コンゴ民主共和国大使館 (キンシャサ)
- ザンビア
  - 在ザンビア高等弁務官事務所 (ルサカ)
- ジンバブエ
  - 在ジンバブエ大使館 (ハラレ)
- タンザニア
  - 在タンザニア高等弁務官事務所 (ダルエスサラーム)
- ナイジェリア
  - 在ナイジェリア高等弁務官事務所 (アブジャ)
- ボツワナ
  - 在ボツワナ高等弁務官事務所 (ハボローネ)
- 南アフリカ共和国
  - 在南アフリカ共和国高等弁務官事務所 (プレトリア)
  - 在ケープタウン領事館 (ケープタウン)

## 国際機関代表部
- 国際連合代表部 (ニューヨーク)
- 欧州連合代表部 (ブリュッセル)
- アフリカ連合代表部 (アディスアベバ)